# Álvaro Peña (urugwajski piłkarz)
Álvaro Enrique Peña (ur. 3 sierpnia 1989 w Montevideo) – urugwajski piłkarz występujący na pozycji pomocnika.

## Kariera piłkarska
Od 2009 roku występował w Nacional, Cerro Largo, Atenas, Puntarenas, Bella Vista, Montedio Yamagata, River Plate Asunción, Deportivo Capiatá, Boston River i Rampla Juniors.